# Havana (chanson)
Pour les articles homonymes, voir Havana (homonymie).
Singles de Camila Cabello
Know No Better
(2017) Never Be the Same
(2017)
Singles par Young Thug
Trap Trap Trap
(2017) Homie
(2017)
Havana est une chanson écrite et enregistrée par l’auteure-compositrice-interprète cubano-américaine Camila Cabello, avec la participation du rappeur américain Young Thug. Elle sort le 3 août 2017 en tant que single promotionnel de son premier album studio, Camila qui sortira le 12 Janvier 2018, parallèlement avec la chanson OMG. Le 30 août, Cabello affirme par le biais des réseaux sociaux que le morceau est désigné comme second extrait officiel. Celui-ci est envoyé à la plupart des stations de radio le 8 septembre. Le clip, réalisé par Dave Meyers, sort le 24 octobre2017. Le 12 novembre, un remix en duo avec Daddy Yankee est publié. Au travers de celui-ci, le premier couplet est chanté en espagnol tandis que Daddy Yankee remplace la partie de Young Thug.
En raison de la popularité spontanée de la chanson, Havana devient le véritable premier single. Le titre reçoit un succès important, à l’échelle internationale, atteignant la première place des classements en Australie, aux États-Unis, au Canada, en Irlande, au Mexique, en Écosse et au Royaume-Uni, figurant aussi dans les top dix d’un certain nombre de pays comme le Danemark, l'Allemagne, les Pays-Bas, la Nouvelle-Zélande et la Suisse, tout en culminant à la première place du hit-parade américain Billboard Hot 100, demeurant ainsi la meilleure performance commerciale obtenue par la chanteuse à ce jour.
Havana devient le single le plus vendu en 2018, dépassant des artistes tels que Drake, Ed Sheeran et Maroon 5 .

## Clip musical
Le clip raconte l'histoire de la culture cubaine, mettant en scène Karla, une fille obsédée par les telenovelas espagnoles jusqu'à y passer ses journées, contrairement à sa sœur Bella (Lele Pons) qui préfère aller danser le soir. C'est lors d'une dispute entre sœurs que Bellonita (LeJuan James) les raisonne et conseille à Karla de ne pas prendre les telenovelas pour la réalité.
Mais Bella finit par interrompre la discussion et s'en va. C'est à la nuit tombée que Karla décide d'aller au cinéma pour finir l'épisode qu'elle n'a pas pu finir. Elle fait la connaissance d'un jeune homme et qui l'invite à danser, ce qui impressionne sa sœur Bella qui passait par là. Après cela, les personnages sont heureux et un message est écrit à la fin : « Dédicacé aux rêveurs ».
Le 26 novembre 2021, le clip vidéo atteint le milliard de visionnages sur la plateforme YouTube.

## Composition
Havana est un morceau de mid-tempo, parlant des origines cubaines de Camila. La chanteuse chante le refrain, accompagnée d'une mélodie de piano influencée par la musique latino.

## Réception critique
Dans Billboard, Sadie Bell note que « le tube sexy rayonne d'une explosion latine ». De même, sur la chaîne Much, Allison Browsher estime que la chanson « arrive juste à temps pour que la chaleur de l'été passe à la radio ». Raise Bruner du magazine Time écrit que le single Havana « frappe d'une note fraîchement sensuelle que nous espérons voir encore mieux dans son premier album de septembre ».

## Classements

### Classement annuel
| Magazine  | Nom du classement               | Place | Ref.  |
| --------- | ------------------------------- | ----- | ----- |
| Billboard | 100 meilleures chansons de 2017 | 19    | [ 7 ] |
| The Fader | 101 meilleures chansons de 2017 | 48    | [ 8 ] |

### Classements hebdomadaires
| Classements (2017-2018)                 | Meilleure position |
| --------------------------------------- | ------------------ |
| Allemagne (Media Control AG)            | 2                  |
| Australie (ARIA)                        | 1                  |
| Autriche (Ö3 Austria Top 40)            | 2                  |
| Belgique (Flandre Ultratop 50 Singles)  | 2                  |
| Belgique (Wallonie Ultratop 50 Singles) | 2                  |
| Canada (Hot 100)                        | 1                  |
| Danemark (Tracklisten)                  | 2                  |
| Écosse (OCC)                            | 1                  |
| Espagne (PROMUSICAE)                    | 4                  |
| États-Unis (Hot 100)                    | 1                  |
| États-Unis (Adult Contemporary)         | 5                  |
| États-Unis (Adult Pop Songs)            | 1                  |
| États-Unis (Dance Club Songs)           | 12                 |
| États-Unis (Latin Pop Airplay)          | 3                  |
| États-Unis (Pop Airplay)                | 1                  |
| Finlande (Suomen virallinen lista)      | 9                  |
| France (SNEP)                           | 1                  |
| Irlande (IRMA)                          | 1                  |
| Italie (FIMI)                           | 2                  |
| Norvège (VG-lista)                      | 16                 |
| Nouvelle-Zélande (RMNZ)                 | 2                  |
| Pays-Bas (Nederlandse Top 40)           | 2                  |
| Pays-Bas (Single Top 100)               | 5                  |
| Pologne (ZPAV)                          | 1                  |
| Portugal (AFP)                          | 1                  |
| Royaume-Uni (UK Singles Chart)          | 1                  |
| Slovaquie (IFPI Rádio)                  | 16                 |
| Suède (Sverigetopplistan)               | 4                  |
| Suisse (Schweizer Hitparade)            | 2                  |

## Certifications
| Région            | Certification | Ventes/Streams                   |
| ----------------- | ------------- | -------------------------------- |
| États-Unis (RIAA) | 10 × Platine  | 10 000 000                       |
| France (SNEP)     | Diamant       | 35 millions d'équivalent streams |
| Italie (FIMI)     | 4 × Platine   | 200 000                          |
| Royaume-Uni (BPI) | 3 × Platine   | 1 800 000                        |